# K1 전차

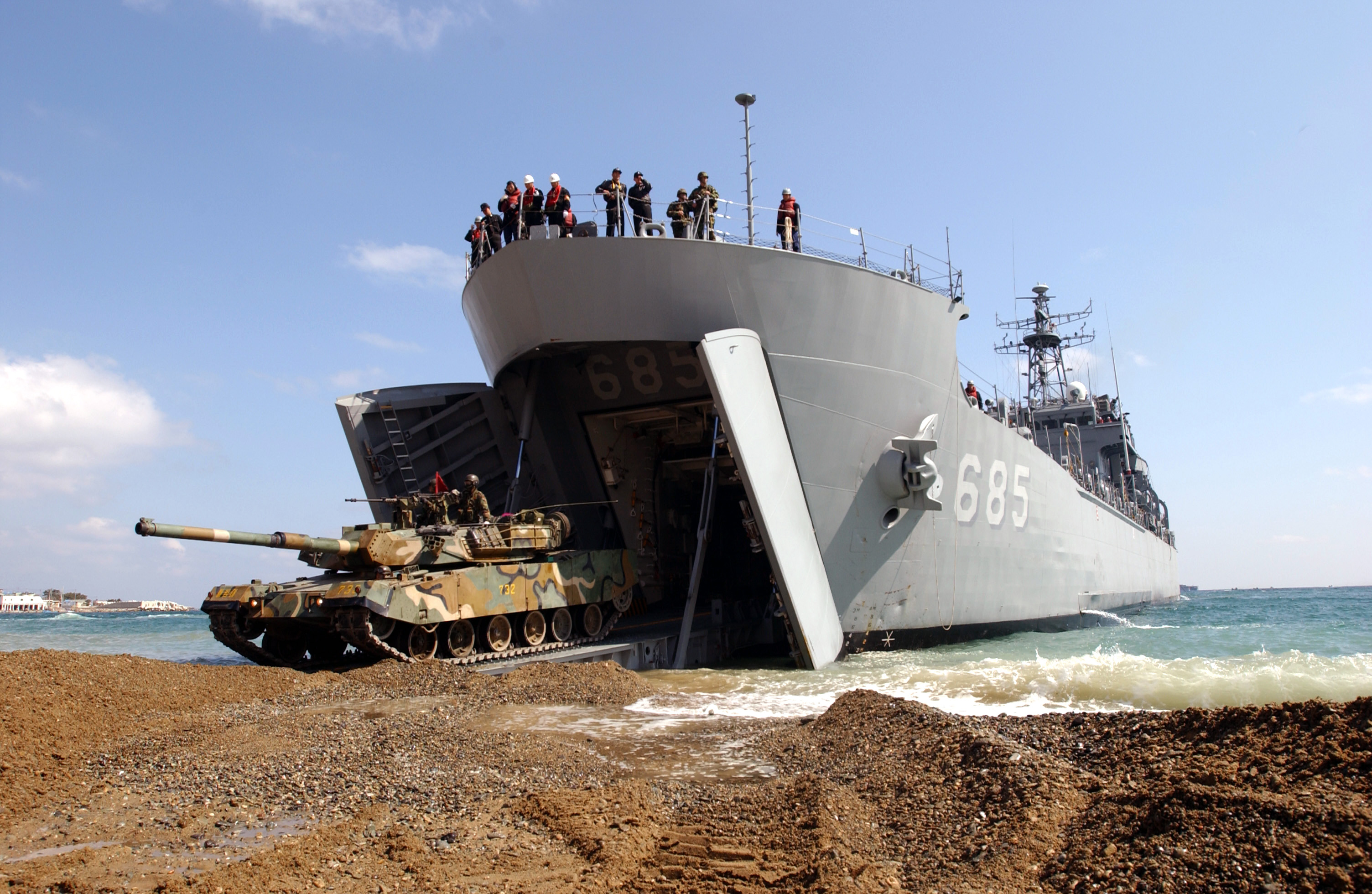
Foal Eagle 2004 훈련중, LST-685 성인봉함에서 포항 해변에 상륙중인 K1 전차

K1 전차는 대한민국 육군이 운용하는 3세대 주력전차이다. 88 전차 , K1 88전차이라는 별명으로도 불린다. 그러나 실제 군대에서는 ROKIT을 사업할 때부터 XK1 전차로 불렸다. 실전배치된 1987년에도 공식적인 명칭은 K1 전차이다. 개량형으로 K1A1 전차가 있다.

## 개발
대한민국과 조선민주주의인민공화국의 긴장이 한창이던 1970년대 초, 조선인민군 육군이 T-62를 대량 보유한 것으로 첩보가 입수되었다. 당시 북한의 경우 T-62 계열까지 포함해서 전체적으로 1,600여 대의 전차를 보유했다. 1983년 12월에 제너럴 다이내믹스사에서 시제품이 출고되었다. 이후 1984년 2대의 시험용 전차가 제작되었다.
게다가 조선인민군이 자체적으로 전차를 생산할 능력을 갖췄다는 첩보를 들은 대한민국 국군은 동일한 성능을 가진 M60 전차의 라이센스 생산을 미국에 요구했지만 미국이 거절하자 서독의 크라우스 마파이 사와 신형 전차를 개발하기로 합의하였다. 합의서 서명단계까지 갔으나 미국측이 1975년 7월 이전에 ROKIT 사업 제안을 들고 나왔고, 결국 당시 미국 신형 3세대 전차인 M1 에이브람스와 유사한 형태와 성능으로 박정희 정부 시기인 1975년 7월에 확정을 짓고 개발이 되기 시작했다. 즉 한국형 전차 사업은 방호력, 기동성, 화력 면에서 제3세대 전차인, 독일의 레오파르트2전차(레오파드2전차)나 미국의 M1 전차 수준을 요구했다. 그러나 당시 국내에서는 이러한 성능의 전차를 설계할 기술과 경험이 부족했다. 이에 대한민국 육군은 작성한 작전요구성능을 토대로 결국 1976년 미 육군의 차기 전차인 M1 전차의 생산회사로 지정된, 크라이슬러 디펜스사(현 GDLS사)와 한국형 전차의 설계와 개발에 합의하게 된다. 즉 공식적으로 K1 전차는 M1 전차를 기반으로 제작하게 되었다.
1982년부터 제너럴 다이나믹스이 지상부문(GDLS)에서 개발을 담당하면서 한국의 지형에 맞게 소형화를 실시하여 1984년 4월 2대의 시험용 전차가 제작되었고, 미 디트로이트 셀프릿지 주 공군 기지에서 열린 축하식장에서 첫 모습을 선보이게 된다. 나머지 개발에 필요한 요소들의 경우 한국의 국방과학연구소에서 개발하면서 사격통제장치와 현수장치가 개량하고 개발 과정 중에 미국제 1200마력 디젤 엔진에서 문제가 발생하자 독일제 1200마력 디젤엔진을 면허생산해서 대체하는 등의 조치를 취하면서 결국 개발이 완료되어 그 결과 1985년 이후 양산이 진행되어 1987년 210대를 실전배치된 것을 시작으로 1986년부터 1997년까지 12년에 걸쳐 총 1027대가 양산되어 4개 기계화보병사단과 3개 기갑여단에 배치되었고 초기형 가격은 23억원, 후기형인 로트(LOT)4형 가격은 35억원이었다. 이렇게 시작된 한국형 전차 사업은 이후 한국에서는 88 전차사업으로 불리게 된다.

## K1 전차의 성능

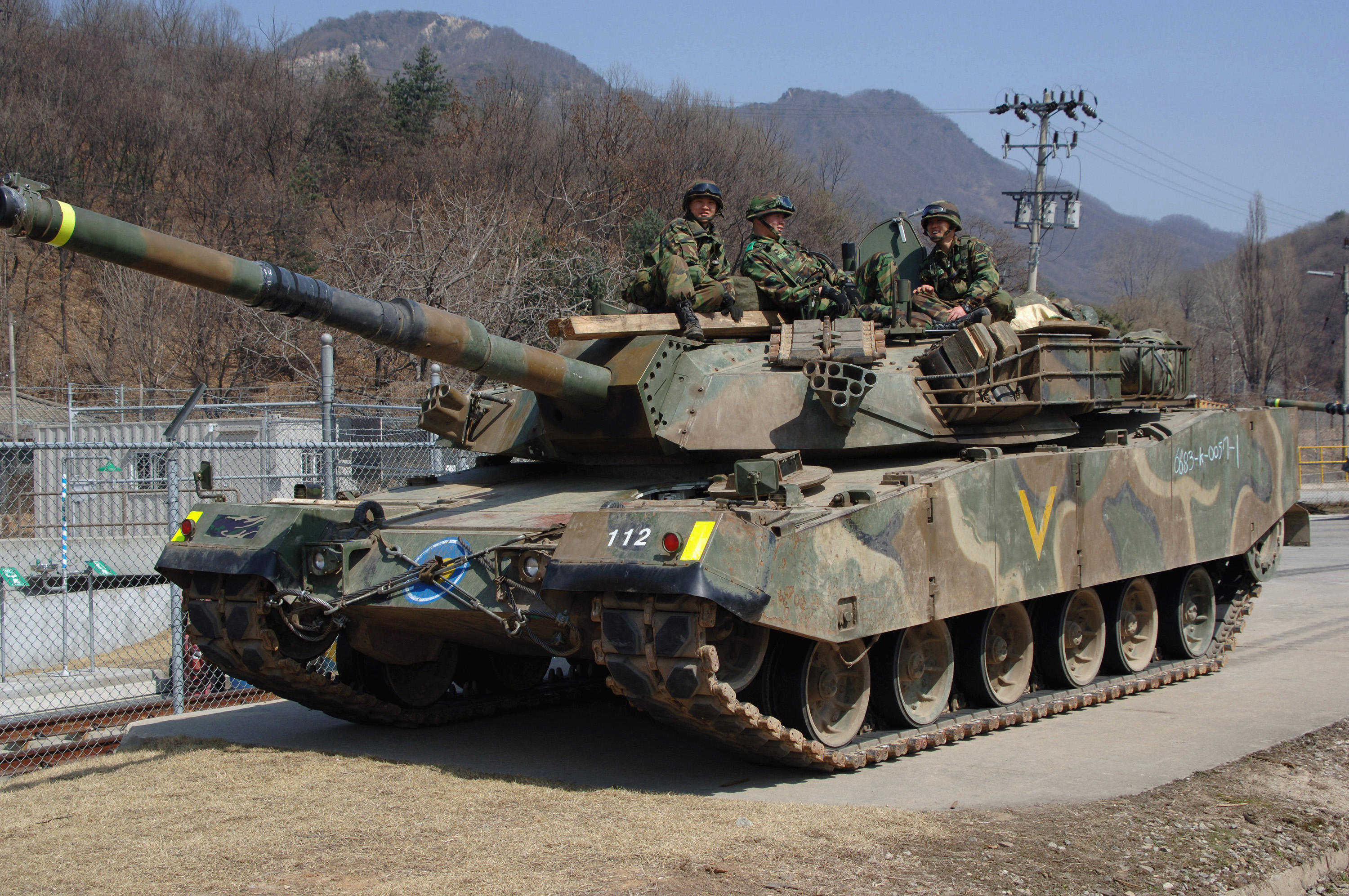

주요 특징으로 영국의 로열 오드넌스의 L7 105mm 강선포를 미국에서 면허생산했는데 그 면허생산한 M68A1 강선포를 면허생산한 KM68A1 105mm 강선포를 K1 전차가 채용하고 있다. 초기에 사용하던 K-270 APFSDS탄은 1.5km ~ 2km 기준으로 370mm의 관통력을 보유했으나 북한이 1990년대 초에 T-72를 보유했다는 첩보를 입수한 뒤 1.5km ~ 2km 기준으로 450 ~ 470mm 급으로 추정되는 K-274를 개발하였다. 최근 K274N 날탄이 개발되어 120mm 활강포의 초기 관통자인 DM-33(A1)을 넘어선 관통력을 달성한 것으로 추정된다. K274N은 2km에서 510mm의 관통력으로 최대관통력(영거리 사격 기준)은 못해도 560mm급의 관통력은 나올 것으로 예상된다. 사격통제장치는 360도 전면감시가 가능하고 전차장이 조준한 목표물에 포탑을 조절할 수 있는 SFIM(현 SAGEM)차장조준경과 정확히 조준할 수 있는 GPS(레이시온 & Ti)포수조준경을 갖추고 있다. 엔진은 독일제 1200마력 수랭식 4행정 디젤엔진 (MTU Mb871 Ka-501)을 사용하며 최고속력은 65km/h이다. 특이한 점은 유도륜과 1,2번 보기륜과 6번, 기동륜에 유기압 현수장치가 있어 전차를 숙일수도 있고 반대로 전차 앞부분을 치켜 올리는 자세도 가능하다.
방어력으로는 K1 초기형의 경우 초기 M1 에이브람스 전차의 복합장갑(장갑재)을 직수입해서 사용하여 KE 기준으로 전면 기준 400 ~ 500mm 수준의 방어력을 보였으며 측면은 M1 에이브람스 전차와 유사하게 RPG-7 기본탄(CE 350mm)의 방호가 가능하다. 이후 국방과학연구소 등에서 SAP를 국산화를 성공했고 이후 불곰사업 등을 통해서 T-80U 등을 분해 및 재조립 등을 통해 기술을 얻어내는 등의 영향을 받아서 국산화된 복합장갑을 개량한 신형 KSAP의 경우 포탑 전면 기준 K276 날탄에 대한 대응방어를 달성한 것으로 추정된다.
그 결과 개량형 KSAP를 장착한 후기 생산분은 K1A1 전차에도 적용하였으며 K1 전차도 새로 개선된 신형 복합장갑을 장착한 것으로 추정된다. 그리고 어쩌면 창정비 등을 통해서 신형 KSAP를 장착한 K1 전차의 경우 방호성능이 KE 기준 600mm ~ 700mm으로 K1A1와 비슷한 수준으로 강화되었을 것으로 추정되며 이후에도 K-1E1에서 K2 흑표의 기술을 적용하면서 K1 전차 또한 사통장치 등을 증대시키고 있다. 방위사업청 K-1 전차
게다가 방위사업청의 증언을 뒷받침 할 자료로 방호력 관련 기사(2016년 기사)가 있다.
해당 자료에서는 언급하기로는 105mm 라이플포를 장착한 K1전차는 북한의 주력 전차인 T55와 T62를 격파할 수 있는 능력을 갖췄다. 보조 무장 장비로 12.7mm K6 기관총과 7.62mm M60 기관총을 장착했다. K1 초기 생산 모델은 전면장갑이 400~500mm 수준이었지만 후기 생산분은 600mm 급으로 발전했다. 전차는 피탄 확률이 높은 전면부의 장갑을 가장 두껍게 한다. 후기 생산분의 복합장갑(장갑판 사이에 복합소재를 채워넣은 장갑)은 현대로템이 독자적으로 개발했다.라고 언급하고 있다.
여기서 600mm 급이라는 것은 600mm 이상 ~ 최대 700mm라는 것이다. 게다가 실제로 KSAP의 경우 포탑 전면 기준 K276 날탄(2.5km 600mm, 2km 650mm 관통)에 대한 대응방어를 달성한 것으로 추정된다는 점에서 충분히 가능한 말이 된다.
이후 K1 전차 업건 사업으로 진행된 사업은 1990년대 초반에 조선인민군이 T-72를 대량보유했다는 첩보가 들려오자 빠르게 K1A1 사업으로 전환되면서 진행되었으며 120mm 활강포 탑재를 위해 포탑 일부가 재설계되었고 사격통제장치와 광학장치 등의 대폭 성능이 향상된 신형으로 교체되었고 KSAP 장갑을 장착했으며 현재 K1전차는 K1E1이라는 제식명으로 주포와 파워팩을 제외한 나머지 분야를 K2 흑표 수준에 비슷한 수준의 개량이 진행되고 있다.
이후 초기형을 포함한 K-1 전차의 전량 2024년 대대적으로 리빌드(대규모 창정비)를 통해 K1E2에서는 장갑재를 신형으로 교체하면서 방호력의 개선, 엔진 마력 강화 혹은 신형 엔진 교체 등의 대폭 개량할 예정이다.기사

## K1A1 전차 개발과 방어력 개선
한국은 러시아 차관을 현금 대신 현물로 갚는 불곰사업 때 러시아 최신 3세대 전차인 T-80U 33대와 지휘차량인 T-80UK을 수입하였다. 수입 후 육군기계화학교에서 그 성능과 장갑재 구조를 해부하였으며 K1A1는 1990년대 육군 내부 연구지에서 제기된 전차전력 강화의 방법으로 제시된 120mm 활강포 탑재 신형전차에 대한 연구와 이후 도입된 T-80U 수입의 영항과 북한의 T-72 대량으로 입수했다는 첩보로 인해 120mm 활강포 탑재 전차의 소요제기로 인해 개발하였으며 1997년에 시제품을 출고하고 1998년부터 양산을 시작해 2000년에 실전배치가 되었고 이후 2000년대 중반에 K1A1 전차의 양산도 완료가 되었다.

## 2000년대 중반 이후 K1 계열 전차의 개량사업
2000년대 중반 이후 수시로 창정비 등을 통해서 수시로 KSAP 복합장갑(예 : KSAP 가형)을 신형 장갑(예 : KSAP 나형 이후... 등)으로 교체하면서 장갑과 각종 장비 등을 강화하다가 K2 흑표 전차가 2007년에 프로토타입(시제)로 등장하고 2014년에 흑표전차가 1차 양산분이 실전배치가 되었다.
물론 30년을 넘게 사용한 K1 전차 계열들도 앞으로도 더 쓰여야하기 때문에 역시 K2 흑표 전차의 기술(복합장갑, 사격통제장치 등)을 적용하는 개량사업을 실시하였다. 105mm M68 강선포를 장착한 K1 전차의 경우 K1E1, 120mm 44구경장 활강포를 사용하는 K1A1전차의 경우 K1A2로 명명했다.
그 상황에서 2015년 국정감사에서 양압장치(에어컨 포함)의 논란이 발생하여 이후 개수된 전차들의 경우 양압장치를 장착하여 NBC 방호능력을 향상시켰다. 하지만
이후 초기형을 포함한 K-1 전차의 전량 2024년 대대적으로 리빌드(대규모 창정비)를 통해 K1E2에서는 장갑재를 신형으로 교체하면서 방호력의 개선, 엔진 마력 강화 혹은 신형 엔진 교체 등의 대폭 개량할 예정이다.기사

## K1과 K1A1의 비교
| 구분                     | K1                                       | K1A1                                         |
| ------------------------ | ---------------------------------------- | -------------------------------------------- |
| 탑승 인원                | 4                                        | 4                                            |
| 전투 중량(톤)            | 51.1                                     | 53.2~54.5                                    |
| 엔진 출력(마력)          | 1200                                     | 1200                                         |
| 엔진 형태                | 수냉식 디젤                              | 수냉식 디젤                                  |
| 변속 기능                | 전진4단, 후진2단                         | 전진4단, 후진2단                             |
| 톤당 출력(마력)          | 23.5                                     | 22.0                                         |
| 참호 통과 높이(m)        | 2.74                                     | 2.6                                          |
| 수직 장애물 통과 높이(m) | 1.0                                      | 1.0                                          |
| 주포                     | 105mm 52구경장 강선포                    | 120mm 44구경장 활강포                        |
| 탄약 적재발수            | 47발                                     | 32발                                         |
| 유효사거리(m)            | 2,500                                    | 3,500                                        |
| 최대 속도(km/h)          | 65(야지:40)                              | 60(야지:40)                                  |
| 전장(m)                  | 9.67                                     | 9.71                                         |
| 전폭(m)                  | 3.59                                     | 3.59                                         |
| 전고(m)                  | 2.25                                     | 2.25                                         |
| 등판 능력(%)             | 60                                       | 60                                           |
| 야간 사격 방식           | 열영상 포수 조준경 광학 차장 조준경 (K1) | 열영상 포수 조준경 열영상 차장 조준경 (K1A1) |
| NBC방호                  | 개인 방호 (추후 개량 예정)               | 개인 방호 (추후 개량 예정)                   |
| 배치 년도                | 1987년                                   | 2000년                                       |

## 같이 보기
- 나라별 주력전차 목록